# Nemanja Vuković
Nemanja Vuković (ur. 13 kwietnia 1984 w Titogradzie) – czarnogórski piłkarz, występujący na pozycji obrońcy.

## Kariera piłkarska

### Kariera klubowa
Wychowanek klubu Drezga Piperi. W 2003 rozpoczął swoją karierę w Kom Podgorica. W 2005 przeszedł do FK Budućnost Podgorica, gdzie grał cztery lat. Latem 2009 zasilił skład greckiego Panetolikos GFS. Po dwóch latach powrócił do ojczyzny, gdzie został piłkarzem FK Grbalj Radanovići. Na początku 2012 roku wyjechał do USA, gdzie podpisał kontrakt z Columbus Crew. 19 listopada 2012 po wygaśnięciu kontraktu powrócił na Bałkany, gdzie następnie bronił barw klubu Mladost Podgorica.

## Sukcesy i odznaczenia

### Sukcesy klubowe
- wicemistrz Czarnogóry: 2009